# Canadian Open 1991 (Tennis)
Die Canadian Open 1991 waren ein Tennisturnier der WTA Tour 1991 für Damen in Toronto sowie ein Tennisturnier der ATP Tour 1991 für Herren in Montreal.

## Herren
→ Hauptartikel: Canadian Open 1991/Herren (Tennis)

## Damen
→ Hauptartikel: Canadian Open 1991/Damen (Tennis)